# Вамвакова къща
Вамваковата къща (на гръцки: Αρχοντικό Βαμβακά) е емблематична къща в град Кожани, Гърция.

## Местоположение
Зданието е разположено в центъра на града на улица „Йонас Трандас“ № 12.

## История
Сградата е построена в 1789 година от Зисис Пагунис, богат кожански търговец. Следващият ѝ собственик е племенникът му Димитриос Пагунис, учител, издател и благодетел, който превръща сградата в училище, което сам издържа. Последният ѝ собственик, преди да стане общинска собственост, е Евангелос Вамвакас.